# Bocksee (Ankershagen)
Bocksee ist der größte Ortsteil der Gemeinde Ankershagen im Landkreis Mecklenburgische Seenplatte in Mecklenburg-Vorpommern (Deutschland).

## Geographie
Die Ortschaft Bocksee liegt direkt am Nordrand des Müritz-Nationalparks, südlich der Pommerschen Endmoräne auf einem Hochplateau 100 m ü. NN (über NN) in einem großen Sandergebiet, das während der Pommern-Phase der Weichsel-Eiszeit vor etwa 15.000 Jahren entstand. Aufgrund des Sandgebietes um Bocksee, in dem der Niederschlag sofort versickert, gibt es keine Bäche. Lediglich westlich des Ortes liegt der gleich genannte Bocksee, der stark verlandet ist.

## Geschichte
Zwei Großsteingräber und eine größere Anzahl von Hügelgräbern östlich von Bocksee bezeugen eine frühe Besiedlung des Gebietes.
Bocksee wurde erstmals 1626 in der Laurembergkarte als Niehoff (=Neuer Hof) bezeichnet. Aufgrund der Namensgleichheit mit anderen „Neuen Höfen“ wurde um 1700 der Ort nach dem nahegelegenen See benannt. Bocksee entstand als Meierei und gehörte zum adligen Gut Möllenhagen.
Zwischen Bocksee und Klockow befand sich um 1750 die weitere Siedlung „Hellkuhl“ mit einer Teerschwelerei.
Im 18. Jahrhundert bildete Bocksee mit dem benachbarten Klockow ein selbstständiges Lehngut. Dieses wurde im Jahr 1863 an Samuel Enoch Lemcke aus Groß Dratow verkauft und danach von dort aus bewirtschaftet. Die Böden wurden extensiv als Schafweide genutzt. Bis 1945 gab es in Bocksee lediglich ein Gutshaus als Verwaltungsgebäude, ein Gesindehaus, ein Wohnhaus mit Schulteil sowie einen Schaf- und Pferdestall. Nach 1945 wurden aufgrund schlechter Landwirtschaftserträge die bei der Bodenreform entstandenen Neubauernstellen alsbald wieder aufgegeben.
Bis Mitte der 1950er Jahre lebten in Bocksee nur 28 Einwohner. Erst mit dem Pflanzenzuchtbetrieb und dem Bau von Wirtschafts- und Wohngebäuden von 1956 bis 1990 wuchs Bocksee zur heutigen Größe.

## Wirtschaft und Infrastruktur
1956 wurde zunächst im benachbarten Bornhof ein Volkseigenes Gut als Stätte zur Züchtung neuer Pflanzensorten (insbesondere für die Sandböden in der DDR, u. a. Sorten von Lupinen, Roggen, Serradella, Phacelia und Gräsern) gegründet, die mit dem Bau von Wirtschafts- und Wohngebäuden in Bocksee dorthin wechselte. Diese wurde seit 1992 als Betriebsteil unter neuem Besitzer der Saatzucht Steinach GmbH & Co KG weitergeführt.
Der in der Umgebung von Bocksee lagernde grobkiesige Sand wird aufgrund seiner guten Baustoffeignung industriell abgebaut. Etwa 800 m nördlich von Bocksee liegt die große Kiesgrube Rethwisch.

### Verkehrsanbindung
Bocksee liegt an der Kreisstraße K29. Der nächste größere Bahnhof befindet sich im ca. 18 Kilometer entfernten Waren (Müritz).